# GRAND PRINCESS '23
『GRAND PRINCESS '23』（グランドプリンセス・トゥースリー）は、日本の女子プロレス団体東京女子プロレスが有明コロシアムで行った興行。

## 概要
東京女子プロレスの有明コロシアム初進出となる興行。動画配信サイトWRESTLE UNIVERSEでのゲスト解説を、長野じゅりあとアイドルグループOCHA NORMAの中山夏月姫が担当。

## 試合
| オープニングマッチ 15分一本勝負 シングルマッチ                      |                                                   |                                    |
| 〇鈴芽                                                              | 8分48秒 リング・ア・ベル→片エビ固め               | 遠藤有栖●                          |
| 第二試合 20分一本勝負 8人タッグマッチ 風城ハル&大久保琉那デビュー戦 |                                                   |                                    |
| 〇桐生真弥 上原わかな HIMAWARI 鈴木志乃                             | 12分19秒 スパインバスター→片エビ固め              | 鳥喰かや 凍雅● 風城ハル 大久保琉那 |
| 第三試合 20分一本勝負 6人タッグマッチ                               |                                                   |                                    |
| 〇乃蒼ヒカリ 角田奈穂 ラム会長                                      | 10分23秒 5G→片エビ固め                            | 愛野ユキ らく 原宿ぽむ●            |
| 第四試合 15分一本勝負 シングルマッチ                                |                                                   |                                    |
| 〇水波綾                                                            | 11分46秒 ダイビング・ギロチンドロップ→片エビ固め  | 宮本もか●                          |
| 第五試合 20分一本勝負 タッグマッチ                                  |                                                   |                                    |
| アンドレザ・ジャイアントパンダ ●猫はるな                            | 10分25秒 ノーザンライト・スープレックス・ホールド | 中島翔子〇 ハイパーミサヲ          |
| 第六試合 20分一本勝負 タッグマッチ                                  |                                                   |                                    |
| 沙希様 〇メイ・サン＝ミッシェル                                     | 13分42秒 ラ・レボルシオン                         | 上福ゆき● ビリー・スタークス       |
| 第七試合 20分一本勝負 スペシャルシングルマッチ                      |                                                   |                                    |
| 〇アジャコング                                                      | 13分0秒 垂直落下式ブレーンバスター→片エビ固め     | 荒井優希●                          |
| 第八試合 30分一本勝負 インターナショナル・プリンセス王座選手権試合  |                                                   |                                    |
| ●渡辺未詩 （第9代王者）                                             | 18分31秒 ホワイトドラゴンスリーパー               | 辰巳リカ〇 （挑戦者）              |
| 第9代王者が4度目の防衛に失敗、辰巳が第10代王者となる。              |                                                   |                                    |
| セミファイナル 30分一本勝負 プリンセスタッグ選手権試合              |                                                   |                                    |
| マックス・ジ・インペイラー ●ハイディ・ハウイツァ （第9代王者組）    | 13分42秒 フライング・ビッグヘッド→片エビ固め      | 山下実優 伊藤麻希〇 （挑戦者組）   |
| 第11代王者組が4度目の防衛に失敗、121000000が第10代王者となる。      |                                                   |                                    |
| メインイベント 30分一本勝負 プリンセス・オブ・プリンセス選手権試合  |                                                   |                                    |
| ●坂崎ユカ （第11代王者）                                            | 21分2秒 キューティースペシャル                    | 瑞希〇 （挑戦者）                  |
| 第11代王者が3度目の防衛に失敗。瑞希が第12代王者となる。             |                                                   |                                    |